# 柳橋 (花街)
柳橋（やなぎばし）は、かつて東京都台東区柳橋に存在した花街。

## 概要
現在の台東区柳橋1丁目あたり。新橋の花街が明治にできたのに対し、柳橋は江戸中期からある古い花街である。

## 歴史
柳橋に芸妓が登場するのは文化年間（1804年-1817年）で、大田南畝の記録によると14名が居住していた。1842年（天保13年）、水野忠邦による改革で深川などの岡場所（非公認の花街、遊廓）から逃れてきた芸妓が移住し、花街が形成される。やがて洗練され江戸市中の商人や文化人の奥座敷となった。幸いにも交通便にも恵まれ隅田川沿いに位置していたため風光明媚の街として栄えてくるようになる。1859年（安政6年）には、芸妓140名から150名に増加した。
明治期には新興の新橋と共に「柳新二橋」（りゅうしんにきょう）と称されるようになる。大学生にも人気の盛り場として賑わった。明治時代の客筋は、ほぼ商が5割、髭3割、雑2割（商は実業家、相場師、銀行家など。髭は、政治家、軍人、弁護士など。雑は、俳優、力士、芸人など）。このころは柳橋芸者のほうが新橋より格上で、合同した場合は、新橋の者は柳橋より三寸下がって座り、柳橋の者が三味線を弾き始めないと弾けなかった。
1928年（昭和3年）には、料理屋、待合あわせて62軒、芸妓366名の大規模を誇り、芸妓の技芸も優れ、新橋演舞場や明治座に出演し披露していた。代表的な料理屋は伊藤博文が利用した「亀清楼」であった。
第2次世界大戦による休業と被害、敗戦を経て復興した。1952年（昭和27年）は料亭57軒であったが1964年（昭和39年）の東京オリンピック以後、衰退していき、特に隅田川の護岸改修（カミソリ堤防）で景色が遮断され、花街にとって大きな致命傷となった。それでも、花街は世間に迎合せずその伝統を守り通し、1999年（平成11年）1月、最後の料亭「いな垣」が廃業し200年近くの歴史に終止符を打った。現在はマンションやビルが立ち並び、一部の場所で花街の痕跡が残っている。

## 文献
- 浅原須美『東京六花街　芸者さんから教わる和のこころ』ダイヤモンド社、2007年。ISBN 978-4478077894。
- 上村敏彦『東京 花街・粋な街』街と暮らし社、2008年。ISBN 978-4901317191。